# Dylan Playfair
Dylan Playfair (Fort Saint James, 19 de junho de 1992) é um ator canadense. Ficou mais conhecido por interpretar Knox em Some Assembly Required, e Gil, em Descendants 2 e Descendants 3.

## Carreira e Biografia
Vencedor dos Prêmios Joey, Vancouver for Young Ensemble, lançado em uma Série de comédia e ação, Dylan Playfair é um ator do Canadá. Ele é famoso por protagonist o papel de Knox na série Some Assembly Required. Ele também se estabeleceu como produtor. Alto e bonito, Dylan Playfair nasceu no início da década de 1990 em Fort St. James, Canadá, filho de Jim Playfair. Seu pai é um ex-jogador da NHL. Ele é o filho mais velho de seus pais.
Dylan vem criando um grande debate na mídia. Até a data, não há nenhuma informação sobre seus amores e namorada na mídia. É de etnia branca.
Como seu pai é um antigo jogador da NHL, Dylan também desejou ser jogador de hóquei como criança. Ele sonhava ser um ator desde que tinha 18 anos de idade. Ele estreou em 2013 , ao aparecer em um filme de biografia e esporte Sr. Hockey: The Gordie Howe Story. Em 2014 , estrelando o papel Knox na série de televisão comédia Some Assembly Required. Em 2015, ele apareceu no filme curto e drama Never Steady, Never Still. Ele também apareceu em vários outros filmes. 

## Filmografia

### Cinema
| Ano  | Filme                              | Papel           | Notas          |
| ---- | ---------------------------------- | --------------- | -------------- |
| 2012 | Grave Encounters 2                 | Trevor Thompson |                |
| 2012 | Stanley's Game Seven 3D            | Stan            | Curta-Metragem |
| 2013 | Profile for Murder                 | Figurante       | Filme de TV    |
| 2013 | Mr. Hockey: The Gordie Howe Story  | Marty Howe      | Filme de TV    |
| 2013 | Letterkenny Problems               |                 | Curta-Metragem |
| 2013 | Se Eu Tivesse Asas                 | Tylon           |                |
| 2014 | Beach Head                         | Curtis          | Curta-Metragem |
| 2014 | Damaged                            | Dylon           | Filme de TV    |
| 2014 | Cheat                              | Recepcionista   |                |
| 2015 | Bison                              | Kyle            | Curta-Metragem |
| 2015 | Never Steady, Never Still          | Jamie           | Curta-Metragem |
| 2015 | The Hollow                         | Toby            | Filme de TV    |
| 2016 | It Stains the Sands Red            | Robbie          |                |
| 2016 | Gorgeous Morons                    | AJ              | Filme de TV    |
| 2017 | Still/Born                         | Robbie          |                |
| 2017 | Descendants 2                      | Gil             | Filme de TV    |
| 2018 | Tom and Grant                      | Robber 2        |                |
| 2018 | Under the Sea: A Descendants Story | Gil             | Curta-Metragem |
| 2019 | Descendants 3                      | Gil             | Filme de TV    |

### Televisão
| Ano       | Programa               | Papel  | Notas           |
| --------- | ---------------------- | ------ | --------------- |
| 2014-2016 | Some Assembly Required | Knox   | Protagonista    |
| 2016      | Haters Back Off!       | Owen   | 3 episódios     |
| 2016      | Travelers              | Kyle   | 3 episódios     |
| 2016-2017 | Letterkenny            | Reilly | Co-Protagonista |
| 2019      | The Order              | Clay   |                 |